# 1960 في الهند
فيما يلي قوائم الأحداث التي وقعت خلال عام 1960 في الهند.

## سياسة

### تعيين في المنصب
- 1 يناير – غوبال سواروب باتاك عضو راجيا سابها [الإنجليزية]‏.

## مواليد

### يناير
- 1 يناير – أرجون غوبتا
- 1 يناير – أنورادها ممثلة هندية.
- 1 يناير – إيفان مينيزيس رائد أعمال هندي.
- 1 يناير – بريم كومار سياسي هندي.
- 1 يناير – ماليكا سينغوبتا ناشطة بنغالية.
- 26 يناير – كنعان مالك

### فبراير
- 11 فبراير – ديباك شارما لاعب كريكت هندي.
- 26 فبراير – سودهير تايلانغ رسام كارتون هندي.

### أبريل
- 14 أبريل – محمد شهيد لاعب هوكي حقل هندي.

### مايو
- 22 مايو – راجيت كابور ممثل هندي.

### يونيو
- 10 يونيو – نانداموري بالاكريشنا
- 14 يونيو – آمارديب جها ممثلة هندية.

### يوليو
- 2 يوليو – سانتوش جوشي مغني هندي.
- 9 يوليو – سانغيتا بيجلاني ممثلة هندية.
- 20 يوليو – سودش بيري ممثل هندي.
- 27 يوليو – ساي كومار ممثل هندي.
- 30 يوليو – شانكار ممثل هندي.

### أغسطس
- 12 أغسطس – أميت راي
- 20 أغسطس – ريتا تشودهاري كاتبة هندية.

### سبتمبر
- 13 سبتمبر – كارثيك ممثل هندي.
- 23 سبتمبر – مانوج كومار مخرج أفلام هندي.

### أكتوبر
- 13 أكتوبر – راج شيتي
- 24 أكتوبر – هيماني شيفبوري ممثلة هندية.
- 26 أكتوبر – سعد بن جونغ لاعب كركيت هندي.

### نوفمبر
- 2 نوفمبر – أنو مالك
- 6 نوفمبر – دينزل سميث ممثل هندي.
- 24 نوفمبر – تايقر ميمون

### ديسمبر
- 2 ديسمبر – سيلك سميثا ممثلة هندية.
- 10 ديسمبر – راتي أجنيهورتي ممثلة هندية.

## وفيات

### فبراير
- 4 فبراير – دوسيباي باتيل (مواليد 1881) طبيبة هندية.

### مايو
- 8 مايو – جون هنري وايتهيد (مواليد 1904) رياضياتي بريطاني.
- 23 مايو – غاما العظيم (مواليد 1878)

### سبتمبر
- 8 سبتمبر – جون يونغ (مواليد 1884) لاعب كركيت من المملكة المتحدة.
- 26 سبتمبر – إبراهيم إسماعيل جندريكار (مواليد 1897) دبلوماسي باكستاني.